# Michael Schulz
Michael Schulz (Witten, 3 de setembro de 1961) é um ex-futebolista alemão que foi vice-campeão do Campeonato Europeu de Futebol de 1992, e medalhista olímpico de Seul 1988.
Na sua carreira por clubes, destacou-se no Borussia Dourtmund, Kaiserslauten e Werder Bremen, aposentando-se em 1997.

## Ligações Externas
- Perfil na Sports Reference